# 가습기 살균제 사건
가습기 살균제 사건(加濕器 殺菌劑 事件, Humidifier Disinfectant Case)은 대한민국에서 가습기의 분무액에 포함된 가습기 살균제로 인하여 사람들이 사망하거나 폐질환과 폐이외 질환과 전신질환에 걸린 사건이다. 2020년 7월 17일 기준 사회적참사 특별조사위원회 집계에 의하면, 환경부에 피해를 신고한 자는 6,817명이며, 그중 사망자가 1,553명이다. 파악되지 않은 사망피해자는 1.4만명으로 추산되며, 건강피해경험자는 67만명에 달할 것으로 알려졌다. 2011년 당초 원인을 정확히 알 수 없는 폐질환으로 알려져 임산부나 주부,영아등의 폐에 문제가 생겨 폐를 이식받았다. 역학 조사결과 가습기 살균제에 의한 것으로 밝혀져 2011년 11월 11일 가습기 살균제 6종이 회수되었다.

## 배경
SK케미칼은 1991년 유공이었을 당시 가습기 살균제의 원료 물질인 PHMG와 CMIT/MIT 제조 방법을 개발해 1994년부터 2011년까지 주요 제조사 및 유통사인 옥시레킷벤키저, 홈플러스, 롯데마트 등에 공급했다.
1994년 유공 (현 SK케미칼) 바이오텍 사업팀은 18억원을 투자해 물에 첨가하면 각종 질병을 일으키는 세균을 완전 살균해주는 ‘가습기메이트’를 개발했다고 발표했다. 당시 SK케미칼은 국내 최초일 뿐 아니라 세계 최초로 가습기 살균제를 개발했다고 대대적으로 홍보했다.
총 27개의 판매업체와 20개 원료 공급 및 제조업체가 연루돼 있는 사태로, 2011년 8월 31일, 질병관리본부가 역학조사 결과를 최초 공표하고 원인불명 폐손상의 원인을 가습기 살균제로 추정, 제품 사용 및 판매 중지를 권고했다.
환경부가 2014년부터 2018년까지 진행 중인 가습기 살균제 피해 조사에 의하면 2018년 6월 기준, 총 4,748명의 피해자 중 431명이 1,2단계 피해 판정을 받았다. 정부 지원금 대상인 1,2단계 피해자는 1차 조사에서 172명, 2차 조사에서 51명, 3차 조사에서 80명, 4차 조사에서 128명으로 판명됐다.
1991년 동양화학그룹(현 OCI)의 계열사로 설립된 옥시의 생활용품 사업은 2001년 4월 영국계 다국적 기업인 레킷벤키저에 매각됐다.
1994년 출시된 것으로 알려진 가습기 살균제는 2011년까지 연간 60만 개가량 판매됐다. 공정위는 연간 시장규모를 10억~20억 원으로 추정하였다.

## 원인
가습기 살균제의 살균제 성분은 주로 폴리헥사메틸렌 구아니딘(polyhexamethylene guanidine; PHMG)과 염화 올리고-(혹은 2-)에톡시에틸 구아니딘(Oligo-(2-)ethoxyethyl guanidine chloride; PGH)이고, 메틸클로로아이소싸이아졸리논(Methylchloroisothiazolinone; MCI; MCIT)을 이용하는 경우도 있다. 이들 물질은 피부독성이 다른 살균제에 비해 5~10분의 1 정도에 불과해서 가습기 살균제 뿐만 아니라, 샴푸, 물티슈 등 여러 가지 제품에 이용된다. 하지만 이들 성분이 호흡기로 흡입될 때 발생하는 독성에 대해서는 연구가 되지 않았기 때문에, 피해자가 발생할 때까지 아무런 제재가 이루어지지 않았다. 특히, 가습기 살균제는 공산품으로 분류되었기 때문에 식품위생법이나 약사법이 아닌 “품질경영 및 공산품안전관리법”에 따른 일반적인 안전기준만이 적용되어 피해를 예방하지 못했다.
인체에 유해한 가습기 살균제에는 PHMG 계열에 옥시싹싹(옥시레킷벤키저), 와이즐렉(롯데마트), 홈플러스(홈플러스)가 있고, PGH계열에는 세퓨 (버터플라이이펙트), 그리고 MCIT 계열에는 애경가습기메이트(애경), 이플러스(이마트) 등이 있다.

## 관련 업체[10]
사업자: 옥시레킷벤키저 홈케어, SK이노베이션, SK케미컬, 애경, 헨켈,  청풍, 이너웍스, 아토세이프, 동산씨앤지, JnK사이언스, 세퓨, 워터앤피플, 아토오가닉, 바이오피톤, 한국까르푸, 써브라임, 신희 홈워시, 맑은나라, 클라나드/뉴트리아, 웰버스 
유통: 다이소, LG생활건강, GS리테일, 롯데마트, 홈플러스, 이마트  
원료 공급 및 제조업체: 한빛화학, SK케미컬, 용마산업, 애경산업, 애버코스, 제너럴바이오, 퓨앤코, 화인케미칼, 필러물산, 연희산업, 두리세라, 피디아이, 고려케미칼, 불스원신소재, 산도깨비, 에디켐, 샤인업, 양양산업, 일칠화학, 호산 

## 경과
2011년 4월 급성 호흡부전 임산부 환자 잇따라 입원, 2011년 5월 10일 입원환자 중 34세 여성 사망, 2011년 6월 여성 3명 사망 2011년 8월 31일 질병관리본부 가습기 살균제를 폐질환 원인으로 추정 2011년 9월 30일 한국소비자원 가습기 살균제 사용자제 권고 2011년 11월 11일 질병관리본부 가습기 살균제 수거명령 2012년 1월 17일 피해자 4명 가습기살균제업체와 국가상대 손해배상소송제기 2012년 2월 3일 질병관리본부, 가습기살균제를 폐 손상 원인으로 최종 확인 2012년 7월 23일 공정거래위원회, 가습기 살균제 판매업체 4곳 검찰 고발 및 과징금 부과.
2011년 11월 11일 질병관리본부 수거명령된 가습기 살균제 즉, 리콜 명령된 제품은 옥시싹싹 가습기 당번<액체>(한빛화학), 세퓨 가습기 살균제(㈜버터플라이이펙트), 와이즐렉 가습기 살균제(롯데마트 PB상품/용마산업사), 홈플러스 가습기청정제(홈플러스 PB상품/용마산업사), 아토오가닉 가습기 살균제(아토오가닉), 가습기 클린업(코스트코 PB상품/글로엔엠)이다.
2012년 7월 22일 가습기 살균제 6종 중 “인체에 안전하다.”는 내용으로 광고한 한빛화학, 홈플러스, 버터플라이이펙트, 아토오가닉 등 4개 업체는 공정거래위원회에 의해 고발되었고, 광고에 안전하다는 표현을 하지 않은 롯데마트와 코스트코는 고발되지 않았다.
한편 옥시싹싹을 제조한 옥시레킷벤키저는 대형 로펌 김앤장을 통해 정부가 실시한 동물실험 및 피해자들의 손해배상 소송에 대해 타당성에 문제를 제기하고, 사건 당시 법률에 따르면 자사의 행위에 위법성이 없다는 주장을 했다.
2016년 4월 28일 서울중앙지검 특별수사팀은 국내 가습기 제조업체 세퓨의 대표 오모씨를 소환조사했다. 2009년 세퓨는 자사 가습기 살균제를 판매하면서 제품 하단에 ‘인체에 무해하며, 흡입 시에도 안전’이라고 표기했다. 그러나 살균제의 주원료로 사용된 PGH(살균제 용도의 화학물질)는 폐손상을 일으키는 독성을 함유하고 있는 것으로 조사 결과 밝혀졌다.
그리고 옥시가 유해성 실험보고서를 조작하고 대학 교수들에게 뒷돈을 줬다는 의혹이 발생하자 서울대학교와 호서대학교를 압수수색하게 되었고 그 중 서울대학교의 수의독성 교수 조 씨가 뇌물 혐의로 긴급체포되었다.
이와 같은 사실이 밝혀지자, 시민단체와 소비자들의 자발적인 불매 운동이 일어났다. 한 온라인 설문조사에 따르면, 응답자의 95.8%가 비도덕적인 옥시의 제품을 구매하지 않겠다고 답변했다. 이 결과, 옥시의 매출은 정상 영업을 하던 때에 비해 약 90% 감소했고 직원도 70% 이상 감소한 것으로 전해졌다.
또 이 사건으로 인해 가장 많은 사상자를 낸 옥시의 전 대표 신현우와 세퓨의 대표이사였던 오 모씨가 구속되었으며 홈플러스와 롯데마트 등 자체적으로 가습기 살균제를 생산한 대형마트로도 수사가 확대될 예정이라고 한다. 세퓨는 2011년 가습기 살균제 사건이 불거지자 폐업했는데, 이에 옥시레킷벤키저를 비롯한 다른 업체들도 사업을 철수하는 게 아니냐는 의혹이 불거졌다. 옥시레킷벤키저의 경우 사업 철수설을 부인하며 "가습기 살균제 피해보상에 집중하고 있고, 해당 문제를 전사적으로 해결하고 있을 뿐 철수 계획은 없다."고 밝혔다.
5월 20일에는 서울중앙지검 특별수사팀 측에서 롯데마트의 관계자와 미국계 글로벌 기업인 D사의 관계자를 소환했다. D사는 롯데마트가 2006년 즈음에 가습기 살균제 PB제품을 출시할 당시 제품 기획 단계에 참여한 업체이다.
서울중앙지검 특별수사팀 측에서는 5월 23일에 태아 상태에서 가습기 살균제로 인해 피해를 입은 사람들도 피해자에 포함시키기로 했다. 그리고 피해자들은 PHMG의 국내 반입 허락과 유해성 검사 실시 생략에 책임을 물어 환경부 장관이었던 강현욱, 김명자를 고발하기도 했다.
5월 20일부터 6월 26일 약 한 달 간 옥시레킷벤키저는 1,2차 조사 1,2 단계 옥시 가습기 살균제 피해자와 세 차례에 걸쳐 만남의 자리를 마련해 사과 및 배상안을 논의했다. 이를 토대로 7월 31일, 1,2차 조사 1,2단계 옥시 가습기 살균제 피해자 배상안이 발표됐다.
6월 7일에는 서울중앙지검 특별수사팀은 옥시레킷벤키저의 대표였던 존 리를 재소환해서 조사했다. 검찰은 이 재조사를 마치고 나서 업무상 과실치사 및 과실치상, 표시·광고의 광정화에 관한 법률 위반 등으로 그의 구속영장을 청구하는 방안을 검토하고 있다고 한다.
단 2017년 1월 16일에서 2018년 1월 25일까지 총 3차례에 걸쳐 진행된 재판에서 가습기 살균제 제조/판매 과정에 관여했다고 보기 어렵다는 이유로 무죄를 선고 받았다. 옥시 신현우 전 대표는 가습기 살균제의 흡입독성이 존재할 것이라는 사실을 알면서도 확인하지 않았다는 이유로 징역 7년을 선고 받았다.
6월 15일엔 서울중앙지검 특별수사팀이 옥시의 연구소장인 조모씨를 업무상과실치사 및 과실치상 등의 혐의로 구속기소했다. 검찰에 따르면 조씨는 2003년 말부터 2011년 8월까지 가습기 살균제의 유해성을 알고도 제조, 판매하도록 해 70명이 사망하고 105명에게 폐질환을 초래한 혐의를 받고 있다고 하며, 과학적 근거도 없이 '인체에 안전한 성분 사용', '어린이에게도 안심' 등의 문구를 옥시레킷벤키저의 마케팅 부서에 사용하도록 승인한 혐의도 받는다고 한다. 한편 옥시는 2007년과 2010년에 가습기 살균제 사용자들의 피해 사례를 접수했지만 조씨는 묵살한 것으로 조사되었다. 조모씨는 2017년 4월 28일 항소심에서 징역 1년, 집행유예 2년을 선고받았다.
6월 24일엔 롯데마트, 홈플러스 임직원 등 9인에 대한 형사 재판이 이루어졌으며, 2018년 1월 25일 대법원 선고가 내려졌다. 홈플러스 주식회사는 벌금 1억 5천만원을 선고 받았으며, 홈플러스 그로서리 매입부장과 법규관리팀장은 각각 징역 4년, 나머지 피고인은 금고 2년에서 4년을 선고받았다.
9월 21일, 라케시 카푸어 레킷벤키저 그룹 회장은 영국 본사에서 국회 특위와 피해자 가족들을 만나 피해자들에게 공식적으로 사과했다.
9월 29일에 연구 보고서 조작 혐의로 재판에 넘겨진 서울대 수의과 대학 교수가 1심에서 징역 2년을 선고받았다. 이는 가습기 살균제 사건과 관련되어 실형선고가 내려진 첫 번째 사례이다. 그는 2011년 10월에서 12월 동안 연구용역비 외에 1200만원을 따로 챙긴 혐의와 서울대 산학협력단으로부터 물품대금 5600여 만원을 빼돌린 혐의도 받고 있다.
2017년 1월 6일, 법원은 가습기 살균제 제조업체 전, 현 임직원 19명 중 17명에게 유죄 판결을 내리고, 옥시 법인, 롯데, 홈플러스에겐 표시 및 광고의 공정화에 관한 법률 위반 혐의로 벌금 1억 5천만원을 선고했다.
2017년 1월 20일, 국회는 가습기 살균제 피해구제법을 통과시키고, 가습기 살균제 제조업체와 원료 공급사가 특별구제계정에 총 1,250억원을 납부할 것을 명령했다.
2017년 8월 8일, 문재인 대통령은 가습기 살균제 피해자들과의 면담에서 첫 공식 사과 및 피해구제 재원 확대를 약속했다.
2017년 8월 9일, 가습기 살균제 피해구제를 위한 특별법을 시행했다.
2017년 9월 8일, 옥시레킷벤키저는 특별구제기금 분담금 674억을 일시금으로 납부함
2017년 12월 19일, 공정위 김상조 위원장, 가습기 살균제 문제 처리 과정에서 SK케미칼과 애경에 면죄부를 준 잘못 인정, 사과문을 발표함
2018년 2월 12일, 공정위는 SK케미칼과 애경, 이마트에 시정명령과 과징금 1억 3,400만원 부과하고, SK케미칼과 애경을 검찰에 고발함
2018년 3월 29일, 사회적 참사 특별조사위원회 출범, 가습기살균제 소위원회 구성함
2018년 8월 9일, 가습기 살균제 피해구제를 위한 특별법 개정안 의결됨; 2019년 2월 15일부터 시행 예정
2024년 1월 11일 1심 무죄 판결을 뒤집고 SK케미칼·애경 전 대표가 2심에서 유죄를 선고 받았다.

## 같이 보기
- 화학물질 등록 및 평가 등에 관한 법률
- 조명행
- 유일재